# 菊川剛
菊川剛（日語：きくかわ つよし，1941年2月27日—），日本奧林巴斯股份有限公司前董事長及總裁，委任由2001年至2011年為止。
1941年，出生於愛媛縣西條市。父親為日本発送電工作人員，他先後在入讀振甫中學、愛知縣立旭丘中學，再到畢業於東京慶應義塾大學法學學士學位。

## 生平

### 委任奧林巴斯光學工業股份有限公司社長
1963年，開始在奧林巴斯光學工業股份有限公司工作生涯。1977年，美國羅省開設奧林巴斯照相機公司一職，之後在1978年，在紐約長島開始研發單鏡反光相機及醫療器械等，1983年，正式委任社長。1985年，委任營業部副部長、宣傳部長、廣告宣傳部長等工作。到了1993年，正式委任取締役社長。1995年，開始研發數碼相機各類產品，定價為10萬日圓以下，像素為100萬、141萬像素等產品，1998年，再次在紐約委任奧林巴斯美國股份有限公司工作。之後擔任所有工作，1999年開始引入管理制導。

### 委任社長後
2001年，委任奧林巴斯常務董事及首席執行官。2003年，更名為奧林巴斯股份有限公司，之後研發奧林巴斯E-1，被獲政府讚賞。
2004年，受長期惡性競爭影響，銷售量出現嚴重虧損，2011年4月，正式退任社長，同時委任社長。安排由英國商人邁克爾·伍德福特委任社長。同年10月16日，由於受基金及股東壓力下，正式引咎辭職，原因是在90年代在收購醫療器械時，把出現虧損變成巨額盈利。
到了2012年2月16日，由於受到違反金融商品交易法被東京地検特捜部狗捕。
2013年7月3日，日本東京地方法院判奧林巴斯前會長及首席執行官入獄3年刑期。